# Pietro Domenico Olivero
Pour les articles homonymes, voir Olivero.
Pietro Domenico Olivero (Turin, 1er août 1679 - Turin,13 janvier 1755) est un peintre italien de la fin du XVIIe  et de la première moitié du  XVIIIe siècle.

## Biographie
Pietro Domenico Olivero a été un peintre turinois, un maître de la Bambochade et de scènes de vie italienne de la première moitié du Settecento.
On lui doit une représentation fidèle de la société turinoise de son époque.
Pietro Domenico Oliviero est issu d'une modeste famille d'origine ligure. Il vint au monde handicapé des deux jambes. La maladie le transforma progressivement, le tronc étant normal et les jambes non développées et repliées.
Ce handicap n'affecta nullement sa joie de vivre et malgré les difficultés économiques, il se dédia à la peinture sous la protection de Victor-Amédée II de Savoie.
Les premiers documents attestant du paiement des œuvres réalisées pour la maison de Savoie datent de 1712.
Toutefois des recherches actuelles attestent de son activité déjà à la fin du Seicento avec un style déjà en place et caractéristique. Une de ses peintures, signée et datée 1698, se rapproche du style de Pieter van Laer (Il Bamboccio).
Peintre respecté par la cour et par la noblesse piémontaise, il travailla continuellement jusqu'à la fin de sa vie en laissant une production conséquente.
Parmi ses disciples on note Giovanni Michele Graneri (1708-1762) et  Angela Maria Pittetti (Palanca) (v. 1690 - 1763) a été son élève et amie à partir de 1711.

## Œuvres
- Inauguration du Théâtre Royal de Turin,
- Le Vendeur de chapelets et Le charlatan,
- Danse paysanne,
- Marché dans un village avec un paysage en arrière-plan,

## Sources
- (it) Cet article est partiellement ou en totalité issu de l’article de Wikipédia en italien intitulé « Pietro Domenico Olivero » (voir la liste des auteurs).